# Phasia minima
Phasia minima là một loài ruồi trong họ Tachinidae.